# Thyrfing
Thyrfing est un groupe de folk metal suédois, originaire de Stockholm. Les textes, ainsi que le nom du groupe, s'inspirent des vikings et de la mythologie nordique.

## Biographie
Thyrfing est initialement un projet parallèle formé en 1995 par Patrik Lindgren (guitare), Jocke Kristensson (batterie), Peter Löf (claviers), et Kimmy Sjölund (basse). Passionnés par la culture Viking, et la mythologie nordique, ils s'en sont fortement inspirés dans les ambiances et les paroles. Dans les premières années d'existence du groupe, la musique était composée d'accords simples et de sonorités plus crues, avec des morceaux de batterie martelant, des guitares lourdes et des mélodies médiévales aux claviers. Depuis, la musique s'est accélérée, avec une approche plus symphonique.
Après deux démos positivement accueillies dans la scène underground, Thyrfing signe au label néerlandais Hammerheart Records en 1997. Ils enregistrent leur premier album au Sunlight Studio à Stockholm. L'album est ensuite publié en mars 1998. Pour leur deuxième album, Valdr Galga, le groupe effectue les enregistrements aux Abyss Studios, et s'oriente vers un son plus symphonique. Ils recruteront Henke Svegsjö de Winds pour les performances scéniques à la guitare. Ils enregistrent de nouveau avec Tommy Tägtgren, l'album Urkraft publié en août 2000. À cette période, le groupe joue deux mini-tournées avec Priimordial et Shadowbreed aux Pays-Bas, en Belgique et en Allemagne.
En automne 2001, le groupe entre au Dug-Out Studio avec le producteur Daniel Bergstrand pour l'enregistrement de l'album Vansinnesvisor. L'album est publié en juillet l'année suivante, en 2002, et est masterisé par Niklas Sundin. En soutien à l'album, Thyrfing joue deux concerts en hiver (pour Freedom Call et Dismember) à Stockholm, puis effectue une tournée dans le Benelux avec Cruachan et Shadowbreed. L'année 2003 assiste à plusieurs performances du groupe notamment aux festivals Generation Armageddon (avec Ancient Rites, Septic Flesh, Primordial, Blood Red Throne et Skyfire), une tournée européenne de 12 jours, et des performances au Decibel en Suède, et Wacken Open Air en Allemagne.
Thyrfing entre aux EMI studios le 18 avril 2005 pour enregistrer l'album, Farsotstider, qui sera publié le 21 novembre 2005.
Le groupe joue son premier concert aux États-Unis en janvier 2006 avec Moonsorrow et Primordial au Heathen Crusade metalfest de Columbia Heights, dans le Minnesota. Jens Rydén, membre fondateur et ex-chanteur du groupe de black/death metal mélodique suédois Naglfar remplace Thomas Väänänen en mars 2007, ce dernier ayant quitté le groupe avec Henrik Svegsjö. En 2008 sort le très acclamé album Hels Vite.
En 2012, après 17 ans de service au sein du groupe, le bassiste Kimmy Sjölund décide de quitter le groupe. Il sera alors remplacé par Joakim Kristensson. Le groupe accueille également un nouveau batteur du nom de Dennis Ekdahl. En fin d'année 2012, le groupe termine son nouvel album, De Ödeslösa, enregistré aux studios Fascination Street avec le producteur Jens Bogren (Opeth, Paradise Lost). Il est annoncé le 1er mars 2013 au label NoiseArt Records.

## Membres

### Membres actuels
- Patrik Lindgren – guitare (depuis 1995)
- Peter Löf – claviers (depuis 1995)
- Toni Kocmut – chœurs (depuis 1995)
- Jens Rydén – chant (depuis 2007)
- Fredrik Hernborg – guitare (depuis 2009)
- Joakim Kristensson – batterie (1995–2012), basse (depuis 2012)
- Dennis Ekdahl – batterie (depuis 2012)

### Anciens membres
- Thomas Väänänen – chant (1996–2006)
- Vintras – guitare (1997–2008)
- Henrik Svegsjö – guitare (1998–2007)
- Kimmy Sjölund – basse (1995–2012)